# Közép-Kanada

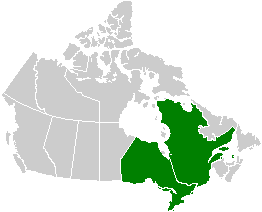
Közép-Kanada politikai definíció alapján

Közép-Kanada (vagy ritkábban Központi tartományok) régió Kanadában, amelyet az ország két legnagyobb és legnépesebb tartománya, Ontario és Quebec alkot. (De jóval ritkábban használják, mint a két tartomány nevét külön-külön).
Közép-Kanada Atlanti Kanada négy tartományával együttesen alkotja Kelet-Kanadát.
Neve csalóka, mert Közép-Kanada nem az ország középső részén helyezkedik el, hanem keleten. Sőt, Quebec – Újfundland és Labrador kevesebb mint felét kivéve – a legkeletebbre nyúló kanadai tartomány.
Történetileg Ontario déli részét valamikor Felső-Kanadának, később Nyugat-Kanadának nevezték, Quebec déli részét pedig Alsó-Kanadának vagy Kelet-Kanadának. Mindkettő az 1841-ben létrejött Kanada Egyesült Tartomány brit gyarmat részévé vált.
A hosszúsági fokokat tekintve a Kanadát középen kettéosztó vonal a manitobai Winnipegtől keletre halad; Kanada földrajzi középpontja Arviat, Nunavut közelében van.
Közép-Kanada két tartományának lakossága mintegy 20 millió, ami Kanada teljes népességének 62%-át jelenti. A Kanadai Képviselőházba összesen 181 tagot küldhetnek (Ontario: 106, Quebec: 75) és ezzel többségük van a 308 tagú testületben. A két tartomány déli része – különösen a Quebec City-Windsor folyosó Kanada legvárosiasodottabb és iparosodottabb területe. Itt van az ország két legnagyobb városa, Toronto és Montréal, illetve az ország fővárosa, Ottawa is.